# Песчаное море (дорама)
«Песчаное море» (кит.: 沙海, пиньинь: Sha Hai, англ.: Sand Sea) (沙海) - китайский телевизионный сериал 2018 года, приключенческая экранизация цикла романов «Daomu Biji», написанных Сюй Лэем под псевдонимом Наньпай Саньшу (南派三叔). Режиссёрами выступили Ли Цзэ Лу, Мао Куньюй и Си Цзоу. Продюсеры: Фан Фан, Бай Ицун; автор сценария — Наньпай Саньшу. Производство — Shanghai Tencent Penguin Pictures и др.; премьера на Tencent Video — 20 июля 2018.

## Сюжет
Ли Цу, обычный старшеклассник, получает в подарок от подруги странную шкатулку, и тут же на него нападает неизвестный. Теперь раны, оставленные на спине Ли Цу, – ключ к разгадке тайны древних гробниц, расположенных где-то в пустыне Бадын-Джаран. Так школьник Ли Цу неожиданно вовлекается в мир археологических приключений. Его выбирает У Се, чтобы отправиться в древний храм, находящийся в затерянном городе Гутуне, где их ждут смертельные ловушки, заговоры клана Ван, подмена личностей и сверхъестественные тайны. Вместе с друзьями Ли Цу растёт как личность, узнаёт ценность дружбы и любовь, а также становится важным участником борьбы за древние знания.

## В ролях
- Цинь Хао — У Се: зрелый и мудрый лидер, организатор экспедиции, сражающийся против клана Ван.
- У Лэй — Ли Цу: юноша с провинциального города, становится «звездой» команды благодаря смелости и искренности.
- Ван Хаосюань — Су Вань: друг Ли Цу, логик и стратег, впоследствии становится учеником Чёрных Очков.
- Чжу Цзянь — Ян Хао: импульсивный и преданный товарищ, впадает в конфликт с Ли Цу, но позже примиряется.
- Чэнь Цзявэнь — Шэнь Цюн, детская подруга Ли Цу, на самом деле была подставной: её настоящая личность Хо Сяоюань (урождённая Ван Сяоюань), член семьи Ван, которая влюбилась в Ли Цу и погибла, спасая его.
- Ян Жун — Лян Вань: врач, вовлечённая в экспедицию из любопытства и личного поиска, влюбляясь и раскрывая своё прошлое.
- Чжан Мин Энь — Чжан Жишань: правая рука Чжан Цилиня, хранитель древних традиций и родовых секретов.
- Цзи Чэнь — Чёрные Очки:  таинственный и ловкий профессиональный грабитель гробниц с навыками маскировки, постоянно носящий тёмные очки, чьё настоящее имя неизвестно; он подчиняется У Саньшэну и был назначен охранять У Се.
- Чжан Мэн — Су Нань: решительная и сильная женщина, тайный агент клана Ван, которая, начав как противница, в итоге жертвует собой ради спасения главного героя.
- Чэнь Минхао — Ван Панцзы: преданный У Се спутник, участник «Железного треугольника».
- Чжан Исин —  Се Юйчэнь: харизматичный глава семьи Се из Старых Девяти Врат Чанши, ученик Эр Юэхуна, известный под сценическим именем Се Юйхуа, друг детства У Се, который называл его «Сяохуа» («Цветочек»), и управляющий антикварной лавкой Баошэн.
- Юй Хэвэй — У Саньшэн: третий сын У Лаогоу, пятый по старшинству в Старых Девяти Вратах, дядя У Се и один из самых влиятельных и проницательных гробокопателей своего поколения, обладающий мощной репутацией и властью в Чанша.
- Сяо Юйлян — Чжан Цилинь: эпизодически появляется как бессмертный носитель жертвенного долга, обладает уникальной ролью.
- У Юйли —  Хо Сюсю: наследница рода Хо, с детства близкая с Се Юйчэнем, которая после его мнимой смерти временно возглавила Баошэн.
- Конг Сонг Джин —  Хо Юэсюэ: внучка Хо Сяньгу, тётя Хо Сюсю, представительница семьи Хо, управляющая «Цзиньшан чжу».
- Хун Сюань — Инь Наньфэн: владелица отеля Синьюэ и племянница Инь Синьюэ.
- Бенджамин Чжан И Вэнь — Чэнь Цзиньшуй: представитель четвёртого по силе рода Чэнь, одного из самых жестоких и безжалостных кланов среди Старых Девяти Врат, члены которого славятся как отчаянные и опасные люди.
- Юй Кайнин —  Ло Ча: молчаливый и способный человек, признающий лишь тех, чьи способности превосходят его собственные.
- Хэ Лонг Лонг — Хо Даофу: выходец из семьи Хо, китаец по происхождению, выросший в Европе; помогает Чэнь Цзиньшую, конфликтует с Хо Юэсюэ, использует Ян Хао в своих целях, а после событий в Гутуне управляет «Цзиньшан чжу».
- Гао Фан — У Найнай: старшая представительница семьи У и хранительница традиций дома «У Шань Цзюй».
- До Болинь — Бай Шэ (Белый Змей): бледнокожий человек из дома «У Шань Цзюй» с множеством шрамов на лице, скрывающий своё прошлое и обладающий таинственной харизмой.
- Чжан Лэй —  Ван Сяншэн: теневой лидер семьи Ван, стоящий за большинством её заговоров и манипуляций.
- Лян Тянь —  Ян Цзиньми́: классный руководитель Ли Цу и Су Ваня, строгий и требовательный педагог, следящий за дисциплиной учеников.

## Критика и просмотры
В течение 5 часов после выхода дораму посмотрели более 100 миллионов человек. По состоянию на 15 сентября 2018 года, когда транслировался финал, объем онлайн-трансляции дорамы превысил 5 миллиардов.
Дополнительную популярность сериалу принесла сюжетная линия, раскрывающая версии происхождения Чжан Цилиня — одного из самых загадочных и почитаемых персонажей всего цикла «Затерянная гробница». Эмоциональная и мифологическая подоплёка истории этого персонажа вызвала повышенный интерес у фанатов.
Сериал получил смешанные отзывы критиков. Была отмечена высокая степень визуального соответствия первоисточнику, детальная проработка локаций, реквизита, костюмов и спецэффектов. По мнению Yangcheng Evening News, сериал отличается плотным ритмом и насыщенным сюжетом, а его напряжённые сцены исследований и ловушек получили одобрение поклонников оригинальных романов. Особо подчёркивается, что многие подземные декорации были воссозданы физически, включая настенные росписи и архитектурные элементы древнего дворца в Гутуне. Даже короткие сцены с ловушками были подробно проработаны. Главный герой Ли Цу в исполнении У Лэя был признан удачным выбором, несмотря на некоторую незрелость в эмоциональных сценах начальных эпизодов.
Однако некоторые критики посчитали, что роль Ли Цу — сложного подростка с травмами и тяжёлым прошлым — недостаточно точно воплощена. Светлая и харизматичная внешность актёра У Лэя, по мнению рецензентов, вступает в диссонанс с трудным характером его персонажа. Соответственно отмечалось, что внешность актёра Цинь Хао, игравшего красавчика У Се, вызвала зрительские споры. Отмечены также неровности в монтаже, а местами — медлительное развитие событий, что снижает динамику повествования.

## Награды и номинации
| Год  | Премия                                                        | Категория                                          | Лауреат/Номинант               | Результат |
| ---- | ------------------------------------------------------------- | -------------------------------------------------- | ------------------------------ | --------- |
| 2018 | Tencent Video TV And Movie Award                              | Телевизионный сериал года                          | Песчаное море                  | Победа    |
| 2018 | Tencent Video TV And Movie Award                              | Актёр года                                         | У Лэй                          | Победа    |
| 2018 | The Actors of China                                           | Выдающийся актер (Интернет-дорама)                 | Чжан Мин Энь                   | Победа    |
| 2018 | The Actors of China                                           | Выдающаяся актриса (Интернет-дорама)               | Чэнь Цзявэнь                   | Победа    |
| 2018 | The Actors of China                                           | Лучший актёр в интернет-драме                      | Чжан Мин Энь                   | Номинация |
| 2018 | The Actors of China                                           | Лучшая актриса в интернет-драме                    | Чэнь Цзявэнь                   | Номинация |
| 2018 | Sir Movie Cultural And Entertainment Industry Award           | Лучший новый режиссер в телесериале (Приз жюри)    | Мао Куньюй, Ли Цзэ Лу, Си Цзоу | Победа    |
| 2019 | Huading Award                                                 | Любимец телезрителей                               | У Лэй                          | Победа    |
| 2019 | China Television Drama Production Industry Association Awards | Выдающийся молодой режиссёр (Премия Original Mind) | Мао Куньюй                     | Победа    |